# Amit a serdülő leánynak tudnia kell
Az Amit a serdülő leánynak tudnia kell egy Horthy-korszakbeli népszerű nőnevelési mű Csaba Margit tollából.
A Szent István Társulat gondozásában Budapesten 1937-ben kiadott munka a szerző négy részes nőnevelési könyv-sorozatának első kötete, és a későbbiekhez hasonlóan kifejezetten a fiatalok – és nem szüleik számára – íródott. Olyan témaköröket tárgyal katolikus–keresztény szemszögből, amelyek egy serdülő leányt foglalkoztat(hat)nak, így a női serdülés biológiai vonatkozásait, a női divathoz való helyes hozzáállást, a sport szerepének fontosságát, az alkoholizmus és a dohányzás veszélyeit. Szó esik benne a barátkozásról, illetve a mozi és a táncolás kérdéséről is.
A mű folytatásának tekinthető az ugyancsak Csaba Margit által kiadott Amit a nagyleánynak tudnia kell című mű.
A könyv mindezideig új vagy reprint kiadással nem rendelkezik.